# Blue Tongue Entertainment
Blue Tongue Entertainment Pty. Ltd. és una empresa australiana creadora de videojocs creada el 1995. Va ser comprada per THQ el 17 de novembre de 2004 i es manté com un dels estudis interns de THQ.

## Premis
- Guanyador de l'E3 pel millor videojoc del 2002

## Videojocs
- AFL Finals Fever (1996)
- Riding Star (1998)
- Starship Troopers: Terran Ascendancy (2000)
- Jurassic Park: Operation Genesis (2003)
- The Polar Express (2004)
- Nicktoons Unite! (2005)
- Barnyard  (2006)
- Nicktoons: Battle for Volcano Island (2006)
- Nicktoons: Attack of the Toybots (2007)
- de Blob (2008)
- Nicktoons: Globs of Doom (2008)